# Cheikh Touré
Cheikh Tidiane Touré (né le 25 janvier 1970 à Dakar) est un athlète sénégalais naturalisé français en 2000, spécialiste du saut en longueur.
Vainqueur des Jeux africains 1995 avec un saut à 8,10 m, Cheikh Touré (1,93 m pour 89 kg) établit un nouveau record d'Afrique le 15 juin 1997 en réalisant 8,46 m lors de la réunion de Bad Langensalza, en Allemagne. Il obtient le meilleur résultat de sa carrière lors d'une compétition internationale majeure en terminant septième des Championnats du monde 1997.
Naturalisé français le 5 août 2000 et licencié alors à l'US Tourcoing Athlétisme, il remporte la même année le titre de champion de France à Nice.
Le 4 juillet 2009, Cheikh Touré est dépossédé de son record d'Afrique par le Sud-africain Godfrey Mokoena, auteur de 8,50 m à Madrid.

## Palmarès
- champion de France du saut en longueur en 2000.